# Жить вопреки
«Жить вопреки́» — второй студийный альбом российской хеви-метал-группы «Кипелов», выпущенный в 2011 году.

## История
Процесс создания песен для альбома стартовал летом 2006 года. По словам Валерия Кипелова, альбом записывался в России, а сводился в Германии. На презентации сингла «На грани», прошедшей 13 и 14 марта 2009 года в клубе «Б1 Maximum», прозвучали две песни с нового альбома — «Жить вопреки» (она же «Монолог») и «Ещё повоюем». На концерте в Киеве также прозвучала песня «Гламурная птица», на концерте в Самаре — «Безумие», а в Уфе группа сыграла песню «Чёрная звезда». 4 февраля 2011 года на НАШЕм радио состоялась радиопрезентация композиции «Дыхание последней любви», а 7 февраля композиции «Гламурная птица».
Валерий Кипелов в интервью НАШЕму радио рассказал о новом альбоме и его оформлении:

Она (обложка) в несколько непривычных тонах сделана — серо-голубоватые тона, мрачноватые такие. 
 … 

Это делал колумбиец; обложка сделана, мы занимаемся внутренним оформлением альбома. Там почти каждая песня, не все, но хотя бы половина альбома будет отражена. У каждого есть индивидуальная страничка, и у каждого есть песня — наиболее характерная для музыканта — либо это его песня, к которой он приложил непосредственно руку, либо больше соответствует его образу… будут нарисованы гравюры.— Валерий Кипелов

Альбом назван по одноимённой песне, которая отражает общую концепцию всех композиций. По мнению самих музыкантов, «Жить вопреки» — это противостояние современному жестокому миру, лицемерию, царящему вокруг, и ценностям, которые навязывают современному человеку под видом «настоящей» жизни.— на сайте Нашего радио
21 февраля 2011 года превью альбома было выложено для прослушивания на сайте НАШЕго радио. 27 февраля 2011 года, за два дня до официального начала продаж альбома, в одном из магазинов сети «МузТорг» группа «Кипелов» провела автограф-сессию с одновременной продажей альбома в подарочном варианте. Официально альбом поступил в продажу 1 марта 2011 года. Презентация нового альбома состоялась 1 и 2 апреля 2011 года в Москве в «Arena Moscow». Также альбом был выпущен на виниле.

## Список композиций
На этом альбоме Валерий Кипелов является автором или соавтором во всех треках, кроме 1.
| №   | Название                  | Текст песни                | Музыка                     | Длительность |
| --- | ------------------------- | -------------------------- | -------------------------- | ------------ |
| 1.  | «Интро» (инструментал)    | —                          | Андрей Федоренко           | 1:35         |
| 2.  | «Жить вопреки»            | Маргарита Пушкина, Кипелов | Алексей Харьков, Кипелов   | 4:36         |
| 3.  | «Власть огня»             | Пушкина, Кипелов           | Кипелов                    | 4:47         |
| 4.  | «Гламурная птица»         | Пушкина, Кипелов           | Кипелов                    | 6:01         |
| 5.  | «На грани»                | Пушкина, Кипелов           | Кипелов                    | 5:03         |
| 6.  | «Безумие»                 | Пушкина                    | Андрей Голованов, Кипелов  | 6:54         |
| 7.  | «Чёрная звезда»           | Пушкина, Кипелов           | Вячеслав Молчанов, Кипелов | 6:36         |
| 8.  | «Ещё повоюем»             | Пушкина, Кипелов           | Молчанов, Кипелов          | 6:40         |
| 9.  | «Дыхание последней любви» | Пушкина                    | Голованов, Кипелов         | 5:49         |
| 10. | «На крутом берегу»        | Пушкина, Кипелов           | Молчанов, Кипелов          | 6:23         |

## Участники записи
- Валерий Кипелов — вокал
- Александр Манякин — ударные
- Алексей Харьков — бас-гитара
- Андрей Голованов — гитара
- Вячеслав Молчанов — гитара, бэк-вокал
- Симфонический оркестр «Глобалис»
- Камерный оркестр «Чистая Музыка»
- Андрей Федоренко (Archontes) - музыка (1)[13]

- Тексты песен — Маргарита Пушкина, Валерий Кипелов
- Запись — студия Сергея Большакова;

    — студия группы «Кипелов»
- Сведение, мастеринг — Michael Voss
- Дизайн обложки — Felipe Machado Franco
- Дизайн буклета — Константин Викторов
- Лейбл — «Мистерия Рекордс»
- Менеджмент — Евгений Одинцов